# Aspila albidentina
Aspila albidentina là một loài bướm đêm trong họ Noctuidae.